# کانتون سانتا کلارا
کانتون سانتا کلارا (به اسپانیایی: Cantón Santa Clara) یک منطقهٔ مسکونی در اکوادور است که در Pastaza Province واقع شده‌است.